# Kimball (Virginie-Occidentale)
Pour les articles homonymes, voir Kimball.
Kimball est une ville américaine située dans le comté de McDowell en Virginie-Occidentale.
Selon le recensement de 2010, Kimball compte 194 habitants. La municipalité s'étend sur 0,25 milles carrés (0,65 km2).
La ville est nommée en l'honneur Frederick J. Kimball, président de la Norfolk Southern Railway. Elle devient une municipalité en 1911.